# Tinabdher
Tinabdher (în arabă تينبذار) este o comună din provincia Béjaïa, Algeria.
Populația comunei este de 5.815 locuitori (2008).